# 神明社 (逗子市池子)
神明社は（しんめいしゃ）、神奈川県逗子市池子にある神社。池子の鎮守である。別名・池子神明社。

## 祭神
- 大日霊貴命
- 素戔嗚命
- 倉稲魂命
- 六所明神
- 子神
- 春日大神
- 神尾大神
- 三島明神（オオヤマツミ・事代主）

## 歴史
- 1192年（建久3年）- 源頼朝の勧請で池子村星ヶ谷に位置する稲荷山の山上[注釈 1]に造営される[1]。当時の正式名称は「天照皇大神宮」[2]。
- 1638年（寛永15年）- 池子村が英勝寺の寺領となる。以降、水戸徳川家の庇護を受ける。
- 1788年（天明8年）6月13日 - 英勝寺5代目住持の戒光院禅尼より水戸家御紋付きの神明神輿、高張提灯2挺を拝領[3]。これにより神明社の例祭は、6月13日を一ヶ月ずらした[注釈 2]7月13日となる。
- 1820年(文政3年) - 徳川家斉が社殿を再興する。
- 1841年（天保12年）6月 - 英勝寺6代目住持英暉院禅尼より神輿を拝領。3度の修理彩色を経て現在に残る。
- 1873年（明治6年）8月 - 村社に列格。
- 1877年（明治10年）- 神社合祀令により、須賀社、稲荷社、六所明神社、子の神社、春日社、神尾社、三島社を合祀する。
- 1912年（明治45年）- 須賀社と三嶋社が祀られていた現在地に移転、社殿を移築するとともに、実質的に存続していた上記の7社を廃社にする。
- 1922年（大正11年）- 本殿を拝殿に改装し、本殿を新築。

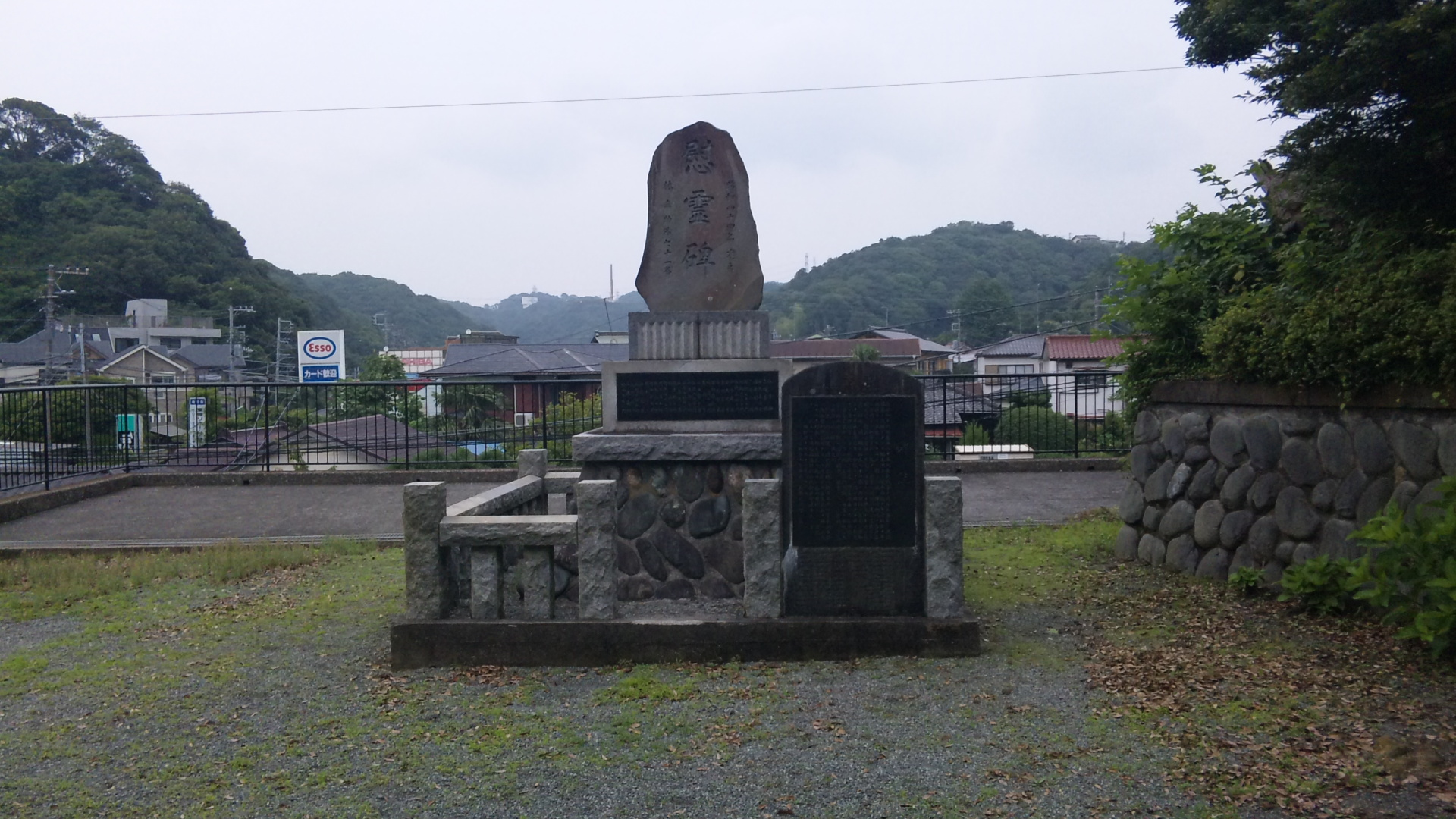
弾薬庫用地強制立ち退きの慰霊碑。
奥のコンクリートの部分が公庫の屋上である。

- 1969年（昭和44年）- 池子弾薬庫用地の接収にともない強制立ち退きを余儀なくされた住民の慰霊碑を建立。
- 1986年（昭和61年）10月24日 - 神輿、山車、屋台等を収納する公庫完成。屋上部分を境内として利用。
- 1988年（昭和63年）6月30日[4] - 日本新都市開発[注釈 3]と地元住民の寄付によって新社殿が完成。本殿は神明造、拝殿は流造[4]。
- 2003年（平成15年）- 池子神明社神輿保存会発足。戦後廃れていた「天王神輿の古式渡御」を復活[5]。
- 2005年（平成17年）11月 - 池子区制50周年記念事業で境内の整備、階段の改修。
- 2006年（平成18年）- 一の鳥居を建て替え。

## 祭事
- 3月 - 祈年祭
- 7月13日 - 例祭
- 10月 - 新嘗祭・合祀記念祭

## その他
- 神体は英勝寺より寄進された英勝院の守り刀（天降寶劔、天降宝剣）であるとされる[6]。
- 英勝寺から拝領した神輿の担ぎ手は白い水干を着用する。